# Aeródromo de Cabo Velas
El aeródromo de Cabo Velas (OACI: MRCV) es un aeródromo público costarricense ubicado en la provincia de Guanacaste. El aeródromo está localizado al norte de Tamarindo y sirve a los pueblos costeros del Pacífico a lo largo de Playa Grande.

## Información técnica
El despegue y la aproximación hacia y desde el sur son sobre el agua y hay cerros al oeste y nordeste del aeropuerto. En el extremo sur de la pista de aterrizaje hay 280 metros adicionales de pista sin pavimentar.
El VOR-DME de Liberia (Ident: LIB) está localizado a 43 kilómetros al nordeste del aeropuerto.